# Sarcophyton stellatum
Sarcophyton stellatum är en korallart som beskrevs av Kükenthal 1910. Sarcophyton stellatum ingår i släktet Sarcophyton och familjen läderkoraller. Inga underarter finns listade i Catalogue of Life.